# 科伊艾克省

科伊艾克省是智利的54個省份之一，位於該國中南部，由伊瓦涅斯將軍艾森大區負責管轄，首府設於科伊艾克，面積12,942平方公里，2002年人口51,103，人口密度每平方公里3.9人。